# Phoenicoprocta
Phoenicoprocta is een geslacht van vlinders van de familie spinneruilen (Erebidae), uit de onderfamilie Arctiinae.

## Soorten
- P. analis Schrottky, 1909
- P. baeri Rothschild, 1911
- P. biformata Gibbs.
- P. capistrata Fabricius, 1775
- P. carminata Hampson, 1901
- P. chamboni Dognin, 1902
- P. eximia Herrich-Schäffer, 1866
- P. flavipicta Hampson, 1909
- P. haemorrhoidalis Fabricius, 1775
- P. ignicauda Draudt, 1915
- P. insperata Walker, 1856
- P. jamaicensis Schaus, 1901
- P. latimarginata Gaede, 1926
- P. lydia Druce, 1889
- P. mexicana Walker, 1864
- P. nigriventer Gaede, 1926
- P. partheni Fabricius, 1793

- P. paucipuncta Dyar, 1914
- P. sanguinea Walker, 1854
- P. schreiteri Jörgensen, 1935
- P. sieboldi Jörgensen, 1934
- P. steinbachi Rothschild, 1911
- P. teda Walker, 1854
- P. trinitatis Strand, 1915
- P. vacillans Walker, 1856
- P. variabilis Kaye, 1919